# René Maugé de Cely

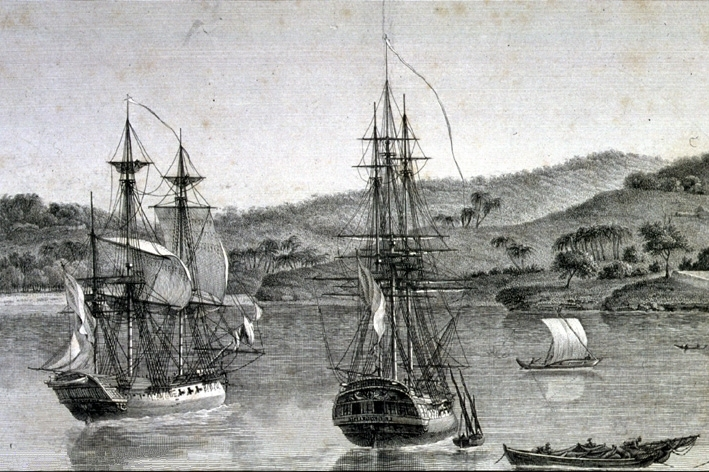
Le Géographe et Le Naturaliste

René Maugé de Cely est un zoologiste français qui participa à l'expédition Baudin vers les mers du Sud — commandée par Nicolas Baudin entre 1800 et 1803 et revenue en France à Lorient en 1804 — et mourut durant celle-ci en 1802.

## Biographie
Né vers 1761 dans l'actuelle Seine-et-Marne, René Maugé de Cely participa au premier voyage de Nicolas Baudin jusqu'aux Antilles entre 1796 et 1798. Il prit part également deux ans plus tard à la nouvelle expédition jusque dans les mers de l'océan Pacifique qu'entama son ami au départ du Havre en octobre 1800, sur ordre du gouvernement français.
Installé à bord du Géographe, il aimait chasser les oiseaux avec Baudin qu'il faisait ensuite empailler. Il était ami avec Stanislas Levillain et Anselme Riedlé et s'occupa de la collection de ce dernier après sa mort en octobre 1801. Il se rétablit d'accès de dysenterie en décembre 1801, mais retomba malade au large du Timor de dysenterie, comme Riedlé et Levillain, et mourut le 21 février 1802 quand l'expédition atteignit la Tasmanie (nommée alors Terre de Diemen). Il fut dès lors enterré à l'île Maria, au large de la côte orientale de l'île principale, en un point que Baudin baptisa en son hommage le point Maugé.

## Hommages
Plusieurs espèces animales ont été nommées en son honneur :
- En 1830, René Primevère Lesson nomme Dicaeum maugei d'après lui.
- Charles de Souancé donne son nom en 1856 à Aratinga chloroptera maugei.
- D'autres comme la petite colombe de Timor Geopelia maugei ou Testacella maugei portent son nom.